# Nova Ordem Econômica Internacional
A Nova Ordem Econômica Internacional foi imposta por um conjunto de propostas elaboradas e expressas pela Assembleia Geral das Nações Unidas nos documentos "Declaração de Estabelecimento de uma Nova Ordem Econômica Mundial" (Resolução 3.201, de 1º de Maio de 1974), "Plano de Ação para o Estabelecimento de uma Nova Ordem Econômica Mundial" (Resolução 3.202, de 1º de Maio de 1974) e "Carta de Direitos e Deveres dos Estados" (Resolução 3.281, de 12 de Dezembro de 1974).
A crescente importância dos problemas econômicos e seu impacto nas relações internacionais contemporâneas refletiram-se nas resoluções, adotadas em maio de 1974 pela Assembleia Geral da ONU, em sua VI Sessão Extraordinária, englobando a "Declaração sobre o Estabelecimento de Nova Ordem Econômica Internacional" e o "Programa de Ação sobre o Estabelecimento de Nova Ordem Econômica Internacional".

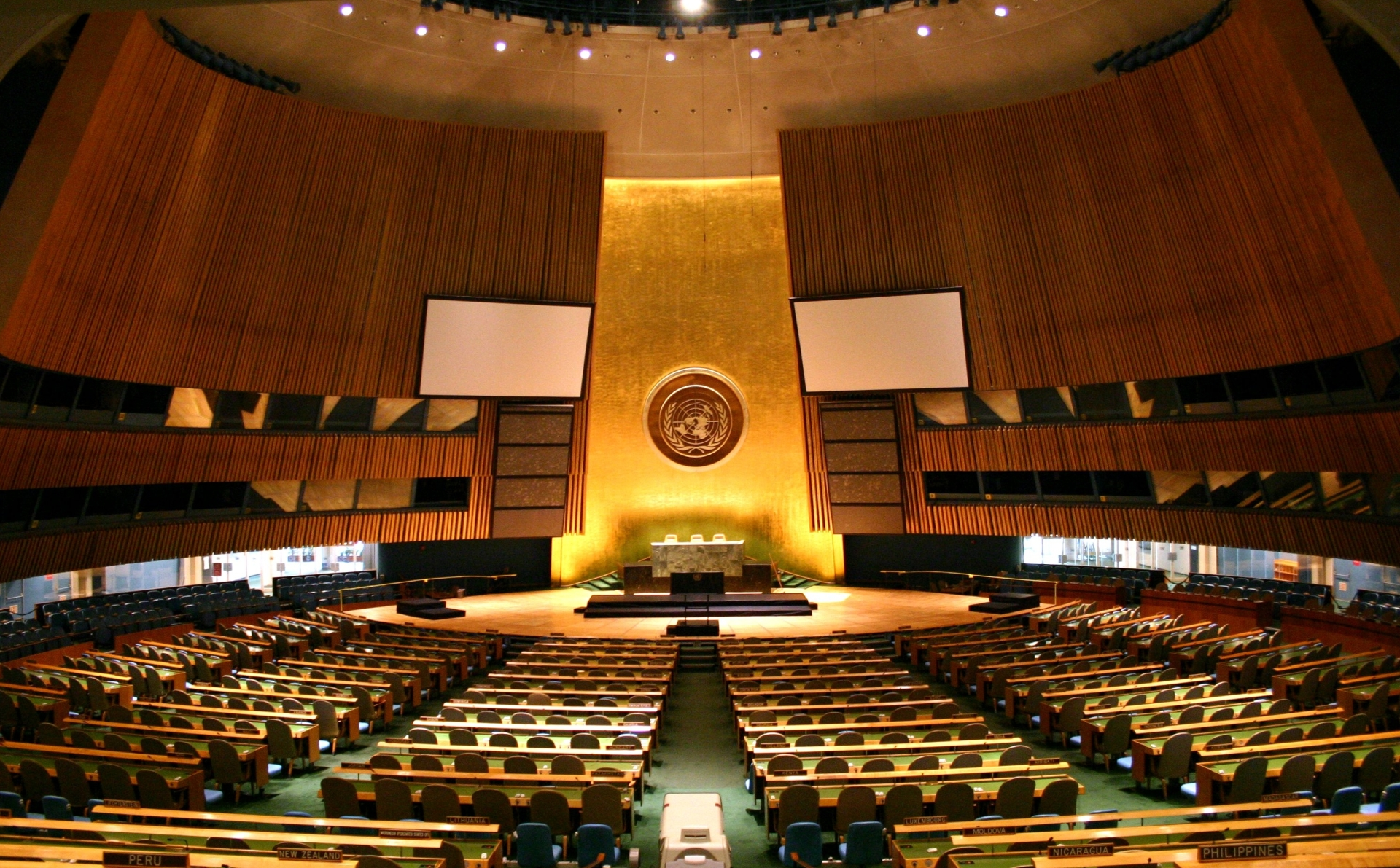
Assembleia Geral na sede da ONU, em Nova Iorque.

O objetivo era diminuir a disparidade de poder nas relações econômicas entre países industrializados e países em desenvolvimento.
As propostas situavam-se em torno de algumas reivindicações específicas dos países em desenvolvimento, dentre as quais podemos citar:
- estabilidade de preços para commodities e matéria prima;
- transferência de recursos de países ricos para pobres;
- industrialização e tecnologia;
- corporações transnacionais;
- acesso a mercados;
- reforma no Sistema Monetário Internacional;
- maior poder nas discussões internacionais.

## Circunstâncias históricas

### As mudanças no antigo sistema Bretton Woods
Os planos e negociações da conferência de Bretton Woods tiveram início ainda em 1942, nos Estados Unidos e no Reino Unido, diante do cenário então criado pela Segunda Guerra Mundial. 

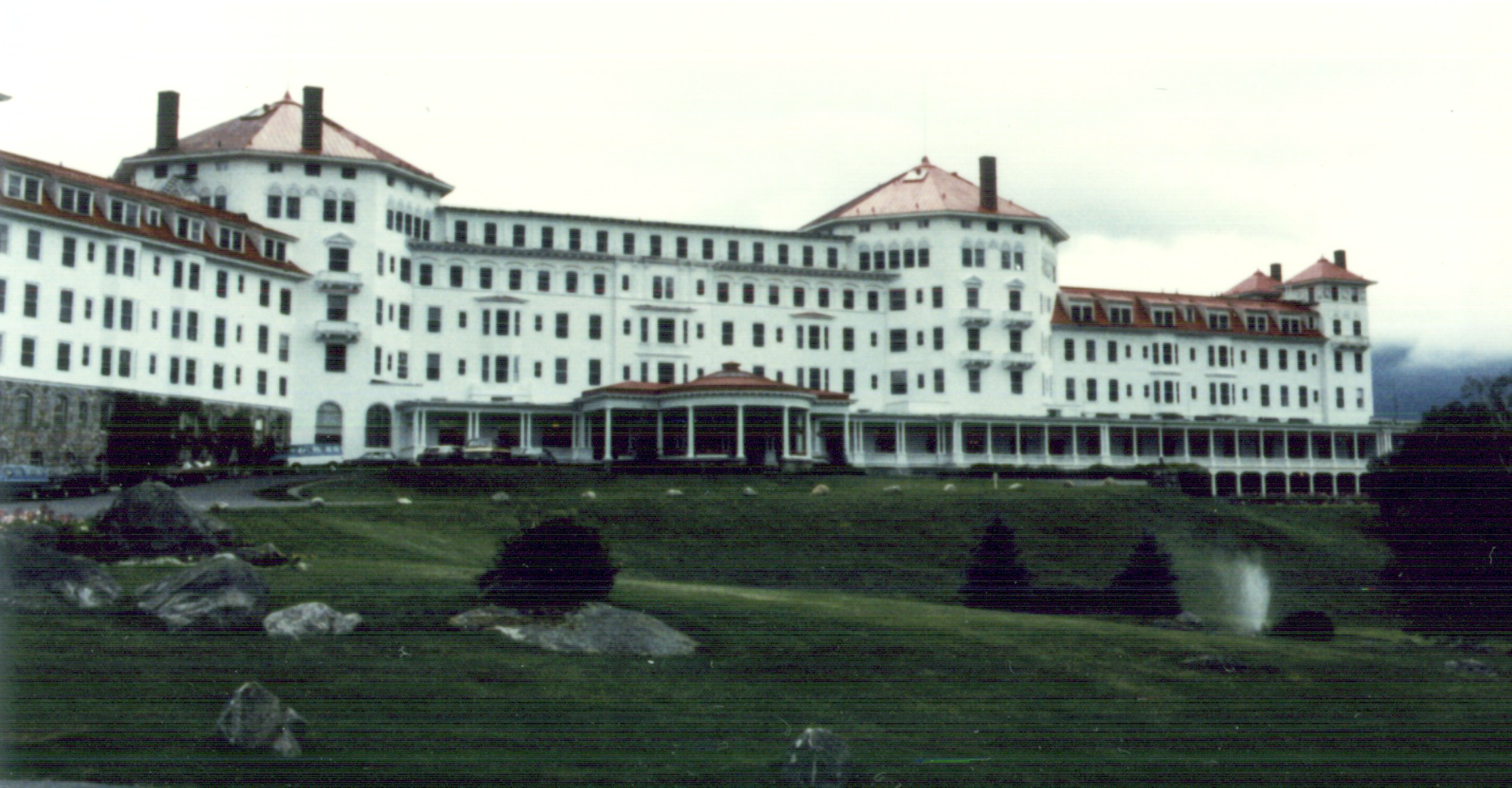
O Hotel Mount Washington, em Bretton Woods, New Hampshire, local da histórica Conferência de 1944.

Nesta conferência, foram criados dois órgãos financeiros internacionais permanentes, o Fundo Monetário Internacional (FMI) e o Banco Mundial (Banco Internacional para Reconstrução e Desenvolvimento). Todos os países membros deveriam contribuir com recursos para estes dois organismos internacionais.
O FMI teria como função auxiliar os países para que atingissem estabilidade financeira através do crescimento e da destinação de recursos que atendessem aos propósitos estabelecidos na Convenção.
O Banco Mundial seria focado no desenvolvimento econômico de longo prazo e na reconstrução dos países abalados pela Guerra e, posteriormente, dos países que ainda se encontravam à margem do sistema econômico mundial.
A estrutura de Bretton Woods desenhou um modelo de sistema monetário internacional que se manteve rígido por muitas décadas. Contudo, é possível observar que a lógica deste sistema foi recentemente superada.
As crises experimentadas pelos países em desenvolvimento nas décadas de 1980 e 1990 originaram uma mobilização internacional gigantesca, como não se fazia desde o período do pós-guerra. O intuito era o de recuperar a economia destes países o mais rápido possível para que os impactos e prejuízos não tivessem dimensões globais trágicas.
A crise do México (1994-95) é um exemplo claro da capacidade de mobilização de recursos internacionais em situações emergenciais. De acordo com Andreas Lowenfeld, neste episódio, não foi só o FMI que impôs condições para a concessão de recursos para a recuperação do país. Os Estados Unidos insistiram em condições próprias, focadas nas políticas econômicas mexicanas e na segurança para empréstimos americanos. O México celebrou com os EUA o Framework Agreement for Mexican Economic Stabilization e diversos anexos em que as condições impostas eram mais rígidas do que as do FMI. O tesouro americano poderia pedir informações a qualquer tempo, além de ter exigido a elaboração de um plano financeiro detalhado de como o dinheiro americano seria utilizado. Ademais, a lei aplicável escolhida foi a de Nova York, que também foi eleita como fórum para resolução de conflitos. No final do século XX foi exigido que o México depositasse no Federal Reserve, de Nova York, o valor das exportações de petróleo feitas pela PEMEX, que seria repassado ao tesouro americano, instruído pelo Banco do México, como forma de saldar as dívidas mexicanas. O crédito continuaria com o México, mas os recursos advindos das vendas de petróleo ficariam em mãos americanas.
Este episódio demonstra que os limites de assistência do FMI se tornaram irrelevantes. Do ponto de vista financeiro, a recuperação do México foi um sucesso, razão pela qual a mesma solução se repetiu nas crises do Sudeste Asiático e da Rússia, também nos anos 1990, o que reforça a superação do Sistema Bretton Woods.
A instauração da Nova Ordem Econômica também foi responsável por outras mudanças  na estrutura deste sistema.
Novas demandas e preocupações tiveram que ser incorporadas à agenda do Sistema Bretton Woods, em decorrência de sua interação com os países em desenvolvimento. Assim, na interação com esses movimentos, o sistema Bretton Woods teve de se reinventar diversas vezes para que fosse capaz de gerenciar e atender as demandas da realidade social dos países do terceiro mundo.
É evidente que devido ao gigantesco montante de recursos de que dispõem as instituições do sistema Bretton Woods, elas possuem uma grande importância e influência na formulação de políticas financeiras e econômicas nos países em desenvolvimento. De acordo com o autor indiano Balakrishnan Rajagopal, estas instituições teriam o papel de  guardiãs dos portões para o sistema econômico internacional (incluindo o acesso ao capital ocidental), daí sua importância para os países do terceiro mundo.
Ainda de acordo com o autor, no curso de sua interação com os países do terceiro mundo, as instituições do sistema Bretton Woods estabeleceram novas preocupações em suas agendas, especialmente a partir dos anos 1970, momento em que se deu  início às discussões relativas à necessidade de instauração de uma nova ordem econômica.
Os ativistas dos países em desenvolvimento que fizeram parte deste movimento focavam suas críticas nos custos sociais e humanos do desenvolvimento imposto pelo sistema Bretton Woods aos países subdesenvolvidos. Para os membros do terceiro mundo, o problema não seria a falha na promoção do desenvolvimento, mas sim no fomento de um desenvolvimento que estaria deixando estes países ainda mais miseráveis. Preocupações como meio ambiente, direitos humanos, pobreza, equidade e outras demandas de cunho social passaram a ser também parte da agenda das instituições do sistema Bretton Woods e surgiram como resultado de um complexo processo de interação entre esses organismos e os movimentos populares emergentes na década de 1970.

### Instauração de uma Nova Ordem Econômica Internacional
O tema do desenvolvimento somente ganhou relevância no cenário internacional após a Segunda Guerra Mundial. Antes disso, a cooperação entre os países para o estímulo ao desenvolvimento estava baseada em acordos bilaterais. Foi somente após esta data que se incorporou ao Direito internacional uma nova relação entre países industrializados e países menos desenvolvidos: o dever de solidariedade dos primeiros em relação aos últimos e o direito ao desenvolvimento destes últimos.
De acordo com Rajagopal, a conferência de Bandung, em 1955, foi a primeira conferência na história de que fizeram parte somente Estados asiáticos e africanos e simbolizou o novo espírito de solidariedade do terceiro mundo. Foi nessa conferência que surgiu um dos principais pilares das demandas que seriam discutidas no cenário da Nova Ordem Econômica: o desejo de criação de uma nova posição política capaz de distinguir os países do terceiro mundo, "a third way".
Esta busca por maiores níveis de desenvolvimento foi viabilizada a partir da organização de um grupo de pressão e da atuação dos países menos desenvolvidos em organizações internacionais e multilaterais, tais como a Organização das Nações Unidas (ONU) e o Acordo Geral de Tarifas e Comércio (GATT).
O reconhecimento das desigualdades e a atuação no combate às mesmas no âmbito do sistema multilateral do comércio é um efeito direto das tentativas dos países menos desenvolvidos de instituir uma Nova Ordem Econômica Internacional no âmbito da ONU. Desta forma, países como o Brasil exigiam o reconhecimento internacional de seu direito ao desenvolvimento, reivindicando maior participação na definição das normas constantes do direito internacional, de forma a refletir nelas seus interesses.
Duas circunstâncias históricas contribuíram para que este movimento fosse possível e eficaz: primeiramente, grande parte dos países participantes deste movimento eram Estados independentes e, portanto, participantes plenos da comunidade internacional em busca de sua identidade nacional própria. Em segundo lugar, a Guerra Fria, que dividiu o mundo em dois blocos antagônicos, colocou em relevo estes países menos desenvolvidos, uma vez que seu apoio era muito disputado.
A forma escolhida por estes países para atingirem os seus objetivos foi a atuação na Assembleia Geral da ONU, por meio da criação de um órgão, a Conferência das Nações Unidas sobre Comércio e Desenvolvimento (UNCTAD). O movimento por uma nova ordem econômica internacional teve início na década de 1950, com a constituição do Grupo dos Países Não-Alinhados, passando pelo Grupo dos 77 (em 1964) e pelo estabelecimento da UNCTAD como órgão permanente da Assembleia Geral da ONU, culminando com a aprovação, na década de 1970, de importantes resoluções na Assembleia Geral da ONU.

## Resoluções da Assembleia Geral da ONU

### Declaração de Estabelecimento de uma Nova Ordem Econômica Mundial: Resolução 3.201, de 1° de maio de 1974
Após Sessão Especial da Assembleia Geral para estudar os problemas de matéria prima e desenvolvimento, tendo em vista os objetivos da Carta das Nações Unidas de promoção do desenvolvimento econômico e progresso social, a ONU emitiu a Resolução 3.201, pela qual buscava demonstrar a determinação de seus países membros de trabalhar urgentemente para o estabelecimento de uma Nova Ordem Econômica Mundial.
Com o objetivo de distribuir de forma mais justa os recursos naturais, humanos e econômicos, a declaração tem como base 20 princípios, dentre os quais podemos mencionar: soberania dos Estados no gerenciamento de recursos naturais e atividades econômicas, aumento da assistência para países em desenvolvimento, promoção de condições favoráveis para a transferência de recursos financeiros para países em desenvolvimento, acesso à tecnologia e ciência moderna aos países em desenvolvimento, entre muitos outros.

### Plano de ação para uma Nova Ordem Econômica Mundial: Resolução 3.202, de 1° de maio de 1974
Se, por um lado, a Resolução 3.201 era um conjunto de princípios com o intuito de orientar as práticas dos países em uma Nova Ordem Econômica Internacional, a Resolução 3.202 buscou dar concretude a esses princípios, estabelecendo um plano de ação.
Assim como a Declaração, o Plano dispunha sobre áreas de reivindicações dos países em desenvolvimento: matéria prima e commodities, financiamento dos países em desenvolvimento e o Sistema Monetário Internacional, industrialização, transferência de tecnologia, regulação e controle das empresas transnacionais, direitos e deveres dos Estados, cooperação entre Estados, promoção da cooperação entre países em desenvolvimento, assistência no exercício de soberania dos Estados e controle de recursos naturais, aumento do papel da ONU no campo de cooperação econômica internacional e o plano especial emergencial, para diminuir as dificuldades pelas quais os países em desenvolvimento passavam na crise econômica.

### Carta de direitos e deveres econômicos dos Estados: Resolução 3.281, de 12 de dezembro de 1974
Considerando o espírito das duas resoluções anteriores, no sentido de se estabelecer uma Nova Ordem Econômica Internacional, era de vital importância que se criasse um instrumento efetivo para a concretização dos princípios e instrumentos estabelecidos. Nesse contexto, a Assembleia Geral da ONU proclamou a Carta de Direitos e Deveres Econômicos dos Estados.
A Carta estabeleceu os princípios que devem reger as relações econômicas e políticas entre os Estados, dentre os quais podemos citar: soberania, não agressão, solução pacífica de controvérsias, respeito aos direitos humanos, entre outros. Além dos princípios, foram estabelecidos, em 28 artigos, os deveres econômicos dos Estados e mais dois dispositivos acerca da responsabilidade comum dos Estados perante a comunidade internacional. Por fim, a Carta estabeleceu que na 30ª Sessão da Assembleia Geral e, depois, de 5 em 5 sessões, a Carta seria discutida para averiguar o seu devido cumprimento.

## Tratamento diferenciado nas relações comerciais internacionais
A construção de uma Nova Ordem Econômica Internacional foi um processo, culminando com a aprovação das resoluções na Assembleia Geral da ONU, em 1974.
Como a realidade demonstrava diferenças de nível de desenvolvimento entre os participantes do comércio internacional, viu-se necessária a criação de instrumentos corretivos, visando criar exceções ao princípio da Cláusula da Nação mais Favorecida. Este princípio, fundamental ao comércio internacional, estabelece que todo benefício ou vantagem conferida por um membro da Organização Mundial do Comércio (OMC) a outro deve ser estendida, automaticamente, a todos os outros membros. Haveria, também, uma ideia de não-discriminação nos tratamentos comerciais entre os países.
Abaixo estão exemplificadas algumas adoções feitas anteriormente às Resoluções no âmbito do comércio internacional, de forma a reconhecer as diferenças de grau de desenvolvimento entre os países e melhorá-las.

### GATT — 1947
O Tratamento Diferenciado concedido aos países em desenvolvimento foi consagrado pelo próprio GATT de 1947, através do estabelecimento do Artigo XVIII, e suas Seções A, B, C e D, intitulado "Auxílio do Estado em favor do desenvolvimento econômico".
A Seção A permite que os países em desenvolvimento retirem ou alterem alguma concessão, caso isso seja necessário para possibilitar a implantação de determinada indústria no país.
A Seção B permite que sejam impostas restrições às importações, de forma a alcançar um maior equilíbrio da balança de pagamentos.
As Seções C e D permitem a imposição de restrições às importações quando for necessário o estímulo de indústrias nacionais incipientes, consideradas fundamentais para o desenvolvimento do país.
A adoção destas medidas não pode ser irrestrita: ela está sujeita a condições, tais como a obrigação de notificação aos outros países da adoção de tais medidas, a promoção de consultas e de alteração das medidas se elas forem consideradas abusivas ou inconsistentes.

### GATT — 1964
Um dos resultados alcançados pelo movimento dos países menos desenvolvidos em busca da obtenção de um tratamento preferencial no âmbito do comércio internacional e, consequentemente, de seu direito ao desenvolvimento, foi o acréscimo da chamada Parte IV ao GATT, em 1964. Esta parte tem três artigos — 36, 37 e 38 — e trata do tema "Comércio e Desenvolvimento".
Este dispositivo reconhece a importância do desenvolvimento dos países menos desenvolvidos, permitindo a flexibilização do princípio da reciprocidade em favor desses países. Além disso, também estabelece compromissos dos países desenvolvidos, agindo de forma a possibilitarem a consecução dos objetivos desta Parte IV. No entanto, como estes compromissos não tem força obrigatória, sua aplicação restou bastante limitada.

### Sistema Geral de Preferências
O Sistema Geral de Preferências diz respeito à concessão, por parte dos países desenvolvidos, de privilégios e vantagens no tratamento comercial aos países menos desenvolvidos, de forma a tentar reduzir as diferenças nos graus de desenvolvimento.
Em 1971, foi estabelecida a sua aplicação a todos os países em desenvolvimento membros do GATT por um período de dez anos. Com isso, abria-se mão, expressamente, de princípios como o da Cláusula da Nação Mais Favorecida e da não-discriminação. Em 1979, a adoção do Sistema Geral de Preferências foi renovada, desta vez, sem limitação temporal.

## Os resultados: a perspectiva do Brasil
Rabih Ali Nasser afirma que é possível perceber que os resultados alcançados não foram suficientes para diminuir a diferença nos graus de desenvolvimento. Tem sido frequentemente questionado até que ponto os interesses dos países em desenvolvimento têm sido atendidos com o novo regime jurídico aplicável ao comércio internacional. O que é importante perceber é que os países em desenvolvimento já estão, de fato, mais integrados ao sistema do comércio internacional. O que o autor ressalta é que, em contrapartida, eles estão cada vez mais sujeitos às normas negociadas, beneficiando-se, cada vez menos, de tratamento especial ou privilegiado. Isso é verdade principalmente no que se refere aos mais desenvolvidos entre os países em desenvolvimento, como é o caso do Brasil. Os países desenvolvidos vêem o Brasil como um membro pleno, que não deve receber tratamento privilegiado ou mais benéfico. Desta forma, este país possui praticamente as mesmas obrigações e as mesmas restrições à liberdade que os países desenvolvidos, sem ter atingido um grau de desenvolvimento comparável.
Assim, o autor supracitado sustenta que por mais positivo que possa parecer a integração dos países em desenvolvimento, a experiência dos anos que se passaram desde a Rodada Uruguai não demonstra perspectivas otimistas: a participação dos países em desenvolvimento no comércio internacional não tem aumentado, e isso é exclusivamente preocupante quando se tem em mente que  esta participação é condição fundamental para que se atinja maiores níveis de desenvolvimento.

## A divisão internacional do trabalho na Nova Ordem Econômica Internacional
Pode-se dividir em três fases a divisão internacional do trabalho. A primeira fase diz respeito à época do colonialismo, quando as potências exploravam as suas colônias, de forma a obter produtos agrícolas e tudo o mais que não conseguiam produzir em seus países.
Na segunda fase, apesar de as ex-colônias já estarem independentes, a estrutura anterior da DIT colonial mantêm-se: os países subdesenvolvidos (antigas ex-colônias) são responsáveis por exportar aos países desenvolvidos matérias primas e produtos agrícolas, enquanto importavam destes últimos produtos manufaturados e industrializados, com alto valor agregado.
No contexto da nova ordem econômica internacional, surge a terceira fase da divisão internacional do trabalho (que co-existe com a segunda fase). Os países subdesenvolvidos não são mais meramente agrícolas, exportadores de matéria-prima. Claro que esta característica ainda é muito marcante em sua economia, mas a indústria já aparece como fator relevante. Além disso, não são mais somente as exportações e importações de produtos que configuram a divisão internacional do trabalho, envolvendo também os fluxos de capitais, com os investimentos diretos. Desta forma, vê-se que a nova divisão internacional do trabalho é mais complexa, envolvendo o fluxo de mercadorias e de capitais e tendo os países subdesenvolvidos não mais como somente fornecedores de matéria-prima para os desenvolvidos.

## Considerações finais a respeito da Nova Ordem Econômica Internacional
De acordo com o autor indiano Balakrishnan Rajagopal, a Nova Ordem Econômica Internacional (NOEI) simbolizou um momento de desafio para o direito internacional que resultou na transformação e expansão de seu alcance. Contudo, esta nova ordem também encontrou limitações devido à extensão de seu radicalismo. Em outras palavras, o estabelecimento da nova ordem econômica não foi nem tão falho, como muitos sustentam, nem tão radical como outros acreditam. É importante notar assim que, enquanto as propostas da NOEI visavam à expansão das instituições da ONU, a natureza limitada destas propostas teve também o efeito de institucionalizar o radicalismo que estava emergindo do terceiro mundo.
Na visão do autor, por meio deste processo, o radicalismo dos países do terceiro mundo foi gradualmente se tornando institucionalizado e controlado. Isto pode ser percebido com clareza, no caso da Seção Especial de UNGA, ocorrida em setembro de 1975. Em primeiro lugar, após um longo período de liderança de uma ala radical dos países do terceiro mundo, representados pela Argélia, uma ala mais moderada passou a liderar o bloco do terceiro mundo. Em segundo lugar, nesta ocasião, os EUA aderiram a uma postura mais moderada e realizaram diversas propostas concretas designadas a responder as demandas dos países do terceiro mundo. O embaixador americano, Daniel Patrick Moyhnihan sugeriu financiamentos facilitados perante o FMI, melhor acesso ao capital ocidental, mercados e tecnologia, compromissos de negociar tarifas para promover o comércio com os países em desenvolvimento, programas para assegurar fornecimento de alimentos e contribuição na agricultura, financiamento para produção pelo Banco Mundial e um aumento no auxílio contra a pobreza.
Em parte devido a estas concessões americanas, em parte devido ao espírito de solidariedade que coage as facções mais radicais a estabelecerem um compromisso, o radicalismo do bloco dos países subdesenvolvidos foi efetivamente contido neste encontro, sem grandes prejuízos para os interesses econômicos dos países mais abastados.
Assim, o que há de mais importante neste cenário é que os países do terceiro mundo haviam finalmente ganho real importância e poder perante as instituições internacionais capazes de gerenciar e atender de maneira mais eficaz a realidade social destes países.